# Ragots intimes
 (janvier 2023).
Si vous disposez d'ouvrages ou d'articles de référence ou si vous connaissez des sites web de qualité traitant du thème abordé ici, merci de compléter l'article en donnant les références utiles à sa vérifiabilité et en les liant à la section « Notes et références ».
Ragots intimes est le cinquième tome de la série Les Bidochon créée par Christian Binet, paru en 1983.

## Synopsis
Des histoires de tous les jours interrompues par une intervention de Robert ou de Raymonde qui, chacun à leur tour, présentent au lecteur un secret inavouable de leur partenaire.

## Commentaires
C'est la deuxième fois après Roman d'amour que le couple s'adresse directement au lecteur, brisant ainsi le quatrième mur.

## Couverture
Robert s'adresse au lecteur pour faire un ragot sur Raymonde, au deuxième plan, qui le regarde d'un air sévère.